# Wygoda, Condado de Wejherowo
Wygoda [vɨˈɡɔda] es un pueblo ubicado en el distrito administrativo de Gmina Wejherowo, dentro del Condado de Wejherowo, Voivodato de Pomerania, en Polonia del norte. Se encuentra aproximadamente a 9 kilómetros al sur de Wejherowo y a 31 kilómetros al noroeste de la capital regional Gdansk.
Para detalles de la historia de la región, véase Historia de Pomerania.